# Kurt-Jürgen Lorenz
Kurt-Jürgen Lorenz (* 30. Oktober 1951; † 14. August 1981) war ein deutscher Fußballspieler.

## Karriere
Der Stürmer Lorenz spielte in seiner Jugend für den Wuppertaler Amateurverein SC Sonnborn 07 und offenbarte schon früh sein Talent, was ihm 1969 eine Teilnahme am UEFA-Juniorenturnier im Nachbarstaat DDR einbrachte. In der westdeutschen Auswahl stand er unter anderem an der Seite von Uli Hoeneß und Paul Breitner, kam mit der Mannschaft allerdings nicht über die Gruppenphase hinaus. Im Sommer 1970 wurde der bisherige Sonnborner vom Bundesligisten MSV Duisburg verpflichtet. Der zum Zeitpunkt des Wechsels erst 18-Jährige war unter Trainer Rudi Faßnacht allerdings zunächst nicht für Einsätze vorgesehen. Am 6. Februar 1971 erreichte er schließlich sein Debüt in der höchsten deutschen Spielklasse, als er bei einer 1:2-Niederlage gegen den 1. FC Köln in der 56. Minute für Gerhard Kentschke eingewechselt wurde. Dies blieb jedoch sein einziger Bundesligaeinsatz, da er im weiteren Saisonverlauf nicht mehr berücksichtigt wurde und er den MSV 1971 wieder verließ.
Zur Spielzeit 1971/72 unterschrieb er einen Vertrag bei Preußen Münster in der zweitklassigen Regionalliga. Nach rund zwei Jahren in Münster schloss er sich im September 1973 dem Ligarivalen SC Viktoria Köln an. Mit diesem musste er im darauffolgenden Jahr als Tabellenletzter den Abstieg hinnehmen und lief daran anschließend noch für ein weiteres Jahr im Trikot der Viktoria auf. Lorenz starb 1981 im Alter von nur 29 Jahren.